# 英里奈
英里奈（えりな、1984年3月18日 - ）は、日本のAV女優。
身長:162cm。スリーサイズ:B84・W57・H82。血液型:A型。

## 略歴・人物
2005年2月に「藤森くらら（ふじもり くらら）」の名前でTMAよりAVデビュー。当時のプロフィールは、1984年3月18日生まれ、福岡県出身、身長:161cm、スリーサイズ:B83(C)・W59・H85、血液型:B型。
同年6月より桃太郎映像出版専属女優となり3本の作品に出演し、同年10月からはMOODYZの作品に出演。
2006年に引退したが、2008年より「英里奈（英梨奈、えりな）」としてAVに復帰。

## 出演作品

### アダルトビデオ
藤森くらら 名義
- Debut （2005年2月25日、TMA） ※デビュー作
- 音楽女教師 （2005年3月25日、TMA）
- 和服見返り美人 （2005年4月15日、TMA）
- Kurara スーツの似合うイイ女大研究 （2005年5月13日、TMA）
- Kurara Meets The PornStar （2005年6月17日、桃太郎映像出版）…共演:ペニー、デニス
- B★jean 122 （2005年7月8日、桃太郎映像出版）
- Wild Thing X （2005年8月12日、桃太郎映像出版）
- デジタルモザイク Vol.087 （2005年10月1日、MOODYZ）
- 性生活指導 もれなくゴックン付き （2005年11月1日、MOODYZ）
- ぶっかけ痴女オフィス （2005年12月1日、MOODYZ）
- 極楽性感マッサージ  （2006年1月1日、MOODYZ）
- ゴックンランド （2006年1月13日、MOODYZ）
- 無限中出し （2006年4月1日、MOODYZ）

英里奈 名義
- 「私、二年間本当にセックスしていません」人生二度目の処女喪失。 （2008年9月4日、WOMAN） ※「英梨奈」名義
- エロ一発妻 〜AVに応募してきた主婦たち 06〜 （2008年9月11日、プレステージ） ※「Sさん」名義
- 麗しのオフィスレディ えりな23才 （2009年4月1日、EROS HEARTS） ※「えりな」名義
- 隣の団地妻 （2008年11月20日、スターパラダイス）
- 続 隣の団地妻 （2009年3月20日、スターパラダイス）
- 汚された美人教師 （2009年7月19日、アンナと花子）…共演:新堂ルミ、小泉梨菜
- 下校時間の拉致レイプ 輪姦されたレズビアン （2009年8月19日、CROSS）…共演:東野愛鈴

## 電子書籍

### デジタル写真集
藤森くらら 名義
- 初脱ぎ娘! vol.1 藤森くらら （2005年7月7日、グラフィス、撮影:小山田伸）
- 初脱ぎ娘! vol.2 藤森くらら （2005年7月28日、グラフィス、撮影:小山田伸）
- 初脱ぎ娘! vol.3 藤森くらら （2005年8月18日、グラフィス、撮影:小山田伸）
- 初脱ぎ娘! vol.4 藤森くらら （2005年8月25日、グラフィス、撮影:小山田伸）
- 初脱ぎ娘! vol.5 藤森くらら （2005年9月8日、グラフィス、撮影:小山田伸）